# Rivière Morigeau
Pour les articles homonymes, voir Morigeau.
La rivière Morigeau est un affluent de la rive sud-est de la rivière du Sud, laquelle coule vers le nord-est jusqu'à la rive sud du fleuve Saint-Laurent.
La rivière Morigeau coule dans les municipalités de Saint-François-de-la-Rivière-du-Sud, Saint-Pierre-de-la-Rivière-du-Sud et Montmagny, dans la municipalité régionale de comté (MRC) de Montmagny, dans la région administrative de Chaudière-Appalaches, au Québec, au Canada.

## Géographie
Les principaux bassins versants voisins de la rivière Morigeau sont :
- côté nord : Bras Saint-Nicolas, rivière du Sud (Montmagny), fleuve Saint-Laurent ;
- côté est : rivière des Perdrix, ruisseau Guimont, Bras Saint-Nicolas ;
- côté sud : rivière des Poitras ;
- côté ouest : rivière du Sud (Montmagny).

La rivière Morigeau prend sa source du côté nord-est de la route 283, dans la municipalité de Montmagny, à seulement 320 m de la limite municipale de Notre-Dame-du-Rosaire. Située en zone forestière et montagneuse, cette source est à 10,0 km au sud-est du village de Montmagny, à 13,8 km au sud-ouest du village de Cap-Saint-Ignace et à 11,2 km au nord du village de Notre-Dame-du-Rosaire.
La rivière Morigeau coule vers le nord-est, plus ou moins en parallèle (du côté nord-est) à la rivière du Sud (Montmagny), à la rive sud du fleuve Saint-Laurent et à la rivière des Poitras.
À partir de sa source, la rivière Morigeau coule sur 23,5 km, répartis selon les segments suivants :
- 6,4 km vers l'ouest dans Montmagny, jusqu'au pont de la limite municipale de Saint-Pierre-de-la-Rivière-du-Sud ;
- 2,1 km vers l'ouest, en traversant le chemin des Merisiers-Est, jusqu'à la route de Saint-Pierre ;
- 5,0 km vers le sud-est, jusqu'à la limite municipale de Montmagny ;
- 7,0 km vers le sud-ouest en traversant un petit lac, puis vers le nord en traversant le chemin des Prairies-Est et le chemin de l'Aqueduc, en recueillant les eaux de la rivière des Poitras (venant du sud), jusqu'au chemin de Morigeau du hameau "Morigeau" ;
- 3,0 km vers le nord, en serpentant jusqu'à sa confluence.

La rivière Morigeau se déverse sur la rive sud-est de la rivière du Sud (Montmagny). Cette confluence est située en amont du pont de la rue Principale, en aval du pont de la Montée Saint-François, et au sud-est du village de Berthier-sur-Mer.

## Toponymie
Le toponyme rivière Morigeau a été officialisé le 5 décembre 1968 à la Commission de toponymie du Québec.